# Rovenky
Rovenky (en ukrainien : Ровеньки) ou Rovenki (en russe : Ровеньки) est une ville minière de l'oblast de Louhansk, en Ukraine. Sa population s'élevait à 47 852 habitants en 2013.

## Géographie
Rovenky se trouve dans le Donbass, en Ukraine, à 55 km au sud de Louhansk, entre les villes d'Antratsyt et de Sverdlovsk.

## Histoire
La fondation de Rovenky date de 1793. L'exploitation des mines de charbon est liée au chemin de fer d'Ekaterinoslav (aujourd'hui Donetsk). La première mine est ouverte en 1877. Par la suite, des industries se développent (travail du cuir, brasserie, fabrication de briques, ardoises).
Rovenky est affectée par les événements révolutionnaires et la guerre civile jusqu'à ce qu'un pouvoir stable s'installe en 1920. Rovenky reçoit le statut de ville en 1934. Elle bénéficie de divers équipements : rues pavées, trottoirs, adduction d'eau, éclairage électrique. Un hôpital et 11 écoles sont ouverts. Huit mines sont en activité, réunies dans le trust « Frounzeouhol ».
Pendant la Seconde Guerre mondiale, Rovenky est occupée par l'Allemagne nazie du 18 juillet 1942 au 17 mars 1943. Un groupe de résistants de l'organisation de la jeunesse communiste Komsomol « Jeune Garde » opère dans la ville.
Après la guerre, la ville connaît une période de développement dans les années 1960 et 1970, avec la construction de nouveaux quartiers, l'agrandissement de l'usine de chaussures, une école d'exploitation minière, l'usine de téléviseurs « Proton », un hôpital, une polyclinique, un cinéma, un palais de la culture. Dans les années 1990, commencent à apparaître des entreprises privées dans le commerce, les transports et les services.
Depuis début 2014, Rovenky est contrôlée par la république populaire de Lougansk et non plus par les autorités ukrainiennes.

## Population
Au recensement de la population de 2001, la population comprenait 63,6 % d'Ukrainiens, 33,7 % de Russes et 1 % de Biélorusses.
| 1923   | 1926   | 1939    | 1959    | 1970    | 1979    |
| ------ | ------ | ------- | ------- | ------- | ------- |
| 7 188* | 9 688* | 20 944* | 32 037* | 61 145* | 61 499* |

| 1989    | 2001    | 2010   | 2011   | 2012   | 2013   |
| ------- | ------- | ------ | ------ | ------ | ------ |
| 67 989* | 53 725* | 49 150 | 48 694 | 48 262 | 47 852 |

## Économie
La principale branche industrielle de Rovenky est l'extraction (sept mines) et le traitement de l'anthracite (deux usines d'enrichissement) par l'entreprise d'État Rovenkiantratsit. Rovenky compte également des industries légères (fabrication de meubles et de chaussures) et quelques unités du secteur agroalimentaire.

## Transports
Rovenky se trouve à 127 km de Louhansk par le chemin de fer et à 60 km par la route.